# سایگافار
سایگافار (به لاتین: Saygafar) یک منطقهٔ مسکونی در روسیه است که در باشقیرستان واقع شده‌است.